# Makak czubaty
Makak czubaty, czarny makak czubaty, czubaty pawian (Macaca nigra) – gatunek ssaka naczelnego z podrodziny koczkodanów (Cercopithecinae) w obrębie rodziny koczkodanowatych (Cercopithecidae).

## Taksonomia
Gatunek po raz pierwszy zgodnie z zasadami nazewnictwa binominalnego opisał w 1822 roku francuski zoolog Anselme Gaëtan Desmarest nadając mu nazwę Cynocephalus niger. Miejsce typowe to „jedna z wysp archipelagu indyjskiego” (fr. L’une des îles de l’archipel des Indes). Okaz typowy (neotyp) to skóra (w znaturalizowanej pozycji) oraz czaszka samca (sygnatura 	MNHN-ZM-AC-A1463) ze zbiorów Muzeum Historii Naturalnej w Paryżu; okaz zebrali w 1829 roku na Celebes Joseph Paul Gaimard i Jean René Constant Quoy.
M. nigra należy do grupy gatunkowej silenus. M. nigra jest genetycznie i morfologicznie podobny do M. nigrescens, a w Parku Narodowym Bogani Nani Wartabone w dolnym biegu rzeki Onggak Dumoga stwierdzono strefę przenikania między tymi gatunkami. 
Autorzy Illustrated Checklist of the Mammals of the World uznają ten za gatunek monotypowy.

### Etymologia
- Macaca: port. macaca, rodzaj żeński od macaco „małpa”; Palmer sugeruje, że nazwa ta pochodzi od słowa Macaquo oznaczającego w Kongo makaka i zaadoptowaną przez Buffona w 1766 roku[13].
- nigra: łac. niger „czarny, ciemnego koloru, lśniąca czerń”[14].

## Zasięg występowania
Makak czubaty występuje endemicznie w północnym Celebes (wschodni kraniec północnej, półwyspowej części) oraz na wyspach Manado Tua i Talisei; introdukowany na wyspę Pulau Bacan (Moluki) w 1867 roku.
Gęstość występowania makaków czubatych na wyspie Bacan jest wyższa niż na Sulawesi (odpowiednio 4,9 grup/km² ze średnią wielkością grupy 24,9 os. // 3,9 grup/km², średnio liczących 20 osobników).
Na Sulawesi grupy makaków czubatych można spotkać na terenie rezerwatów Tangkoko DuaSudara (w tym miejscu wyspy jest ich najwięcej), Gunung Ambang, Gunung Manembonembo oraz na terenie parku narodowego Bunaken Marine.

## Morfologia
Długość ciała (bez ogona) samic 44,5–55 cm, samców 50–57 cm, długość ogona 1,5–2,5 cm; masa ciała samic 5,5–8 kg, samców 10,2–13 kg. Czarne, dość długie futro, szczątkowy ogon, twarz czarna, u młodych różowa, modzele pośladkowe jasnoróżowe. Na głowie charakterystyczny czub dorastający do 10 cm. 

## Tryb życia
Żyje w parach lub małych grupach, głównie na ziemi, osobniki młode i samice z dziećmi chronią się na drzewach. Wszystkożerny, żywi się głównie owocami, chętnie łowi drobne zwierzęta w rzekach i morzu. W stadach panuje równouprawnienie, żadna płeć nie dominuje. Młode osiągają dojrzałość w wieku trzech lat, nie wiadomo ilu lat dożywają na wolności.

## Status zagrożenia
W Czerwonej księdze gatunków zagrożonych Międzynarodowej Unii Ochrony Przyrody i Jej Zasobów został zaliczony do kategorii CR (ang. critically endangered ‘krytycznie zagrożony’).